# Claude Perier
 (juin 2009).
Pour les articles homonymes, voir Périer.
Pour les autres membres de la famille, voir Famille Casimir-Perier.
Claude II Perier dit Milord est un banquier et industriel français né à Grenoble le 28 mai 1742 et mort à Paris le 6 février 1801. Il est le fils de Jacques II Perier et de Marie-Élizabeth Dupuy. Il participe à la réunion des états généraux du Dauphiné (aussi appelée Assemblée de Vizille) qu'il accueille en son château de Vizille le 21 juillet 1788. Il est le rédacteur en 1800 des premiers statuts de la Banque de France,,,.

## Biographie

### Origines et famille
Claude II Perier est l'héritier d'un bourgeois du Dauphiné, son père Jacques II Perier. Son père et son grand-père maternel Claude Dupuy avaient tous deux exercé les fonctions de consul à Grenoble. Il épouse le 28 avril 1767, à Grenoble, Marie-Charlotte Pascal, fille de Charles Pascal, syndic général des marchands de Grenoble et conseiller référendaire en la Chancellerie près le Parlement du Dauphiné. De leur union naissent douze enfants dont dix survivent à leur père. L'une des nièces de Claude Perier, Philippine Duchesne (canonisée en 1988), allie vocation religieuse et mission éducative en développant aux États-Unis de manière considérable les Dames du Sacré-Cœur.
Parallèlement à cette vie familiale, Claude Perier entreprend un véritable cursus honorum dans le monde de la finance : il crée sa propre banque, est nommé conseiller-secrétaire du roi à la Chambre des comptes du Dauphiné en 1778 alors âgé de 36 ans 
ce qui lui assure aussitôt la noblesse héréditaire. Deux ans plus tard, il achète le château de Vizille avec les droits féodaux afférents. Ses armes sont alors « d'azur à une bande d'or accompagné en chef d'une tête de lion arrachée et couronnée d'argent, lampassée de gueules ». Il installe dans l'aile droite du château des manufactures de papiers et cotonnades et d'impression sur étoffes.

### Un acteur industriel à la fin de l'Ancien Régime
Acteur d'aventures industrielles, Claude Perier participe à la Première révolution industrielle : en tant que manufacturier, il lance avec succès la production de cotonnades imprimées et d'indiennes à Vizille, intervient dans le financement du commerce maritime en tant que commanditaire de plusieurs sociétés, et investit dans l'entreprise de Jacques-Constantin Périer qui fabrique en France les premières machines à vapeur de Watt.
Partisan de l'abolition des privilèges, il propose d'abriter dans son château de Vizille la réunion des premiers Etats généraux du Dauphiné, aussi dits « Assemblée de Vizille », qui se réunit dans l'illégalité le 21 juillet 1788. Cette réunion, conséquence directe de la journée des Tuiles du 7 juin, est la première à accorder au Tiers État, ici majoritaire, le vote par tête, et non par ordre comme dans les autres états généraux, notamment ceux de Pau ou Rennes.
Les députés de Vizille votent que « les trois ordres de la province n'octroieront les impôts, par dons gratuits ou autrement, que lorsque leurs représentants en auront délibéré dans les états généraux du royaume ».
Si la motivation de Perier demeure avant tout de soutenir les parlementaires du Dauphiné, de Paris et de nombreuses autres provinces contre les mesures fiscales de Loménie de Brienne, les discours prononcés lors des États généraux de Vizille démontrent une volonté de voir un nouvel ordre social s'établir dans le royaume de France, partagée avec une grande partie de la bourgeoise de même que certains membres de la noblesse et du bas-clergé. Ceci pousse les membres de l'assemblée de Vizille, dont fait partie Claude Perier, à demander la convocation par le Roi des États généraux du royaume qui débouchent à la suite d'autres événements sur le processus révolutionnaire.

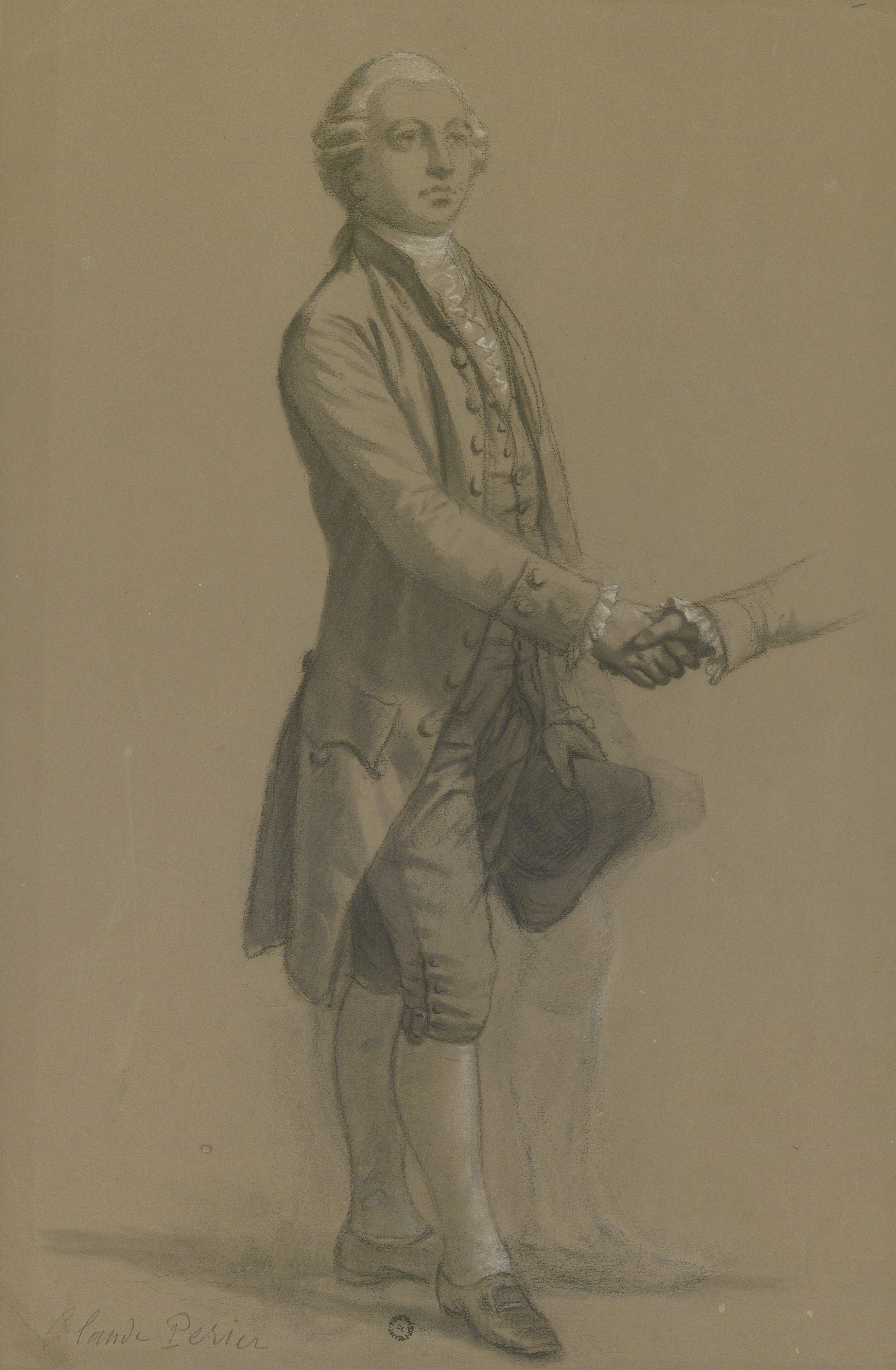
Études pour le tableau représentant l’assemblée de Vizille de 1788 : Claude Perier (1742-1801).
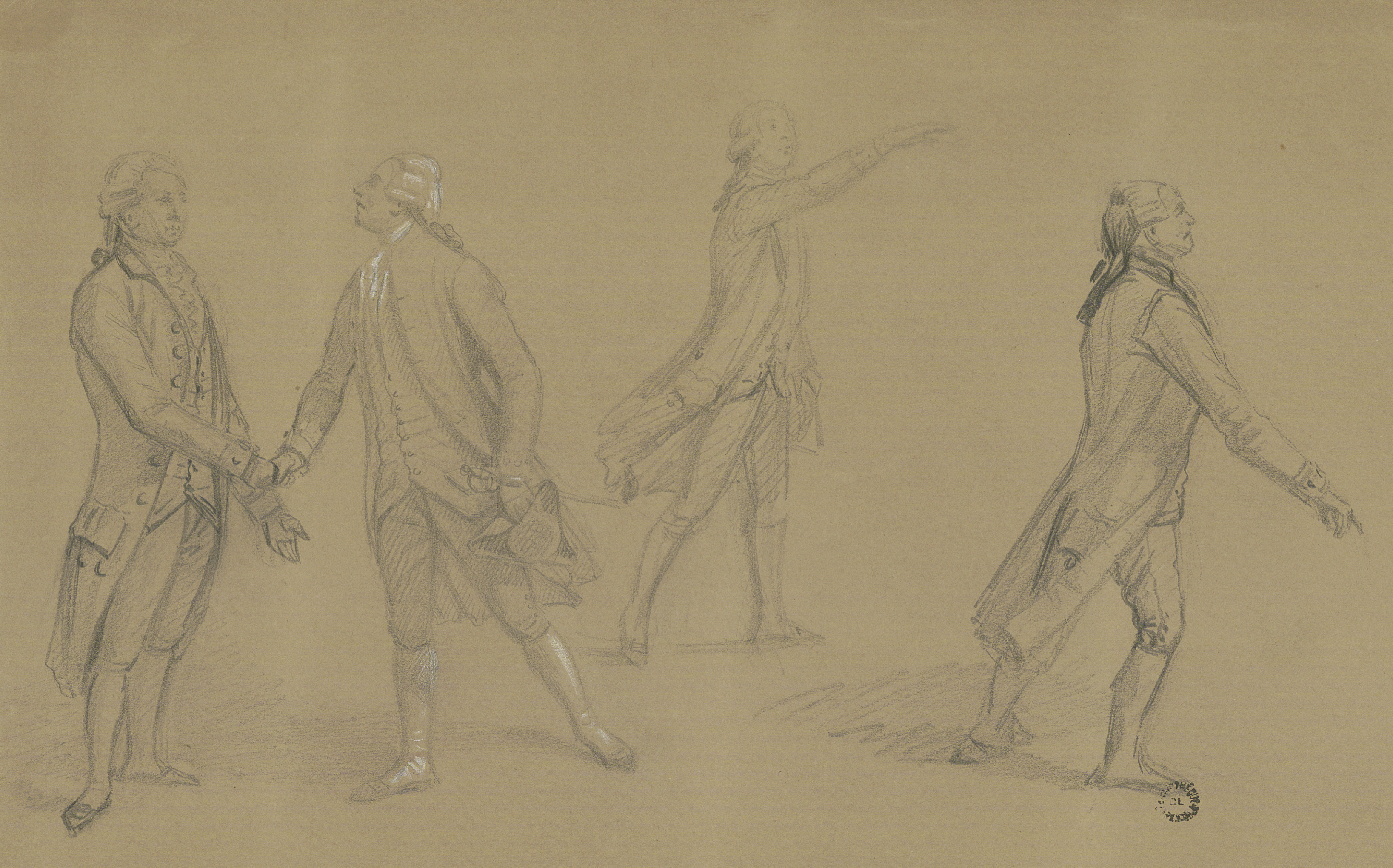
Études pour le tableau représentant l’assemblée de Vizille de 1788 : Claude Périer, à gauche, accueille le comte de Marsanne-Fontjuliane.
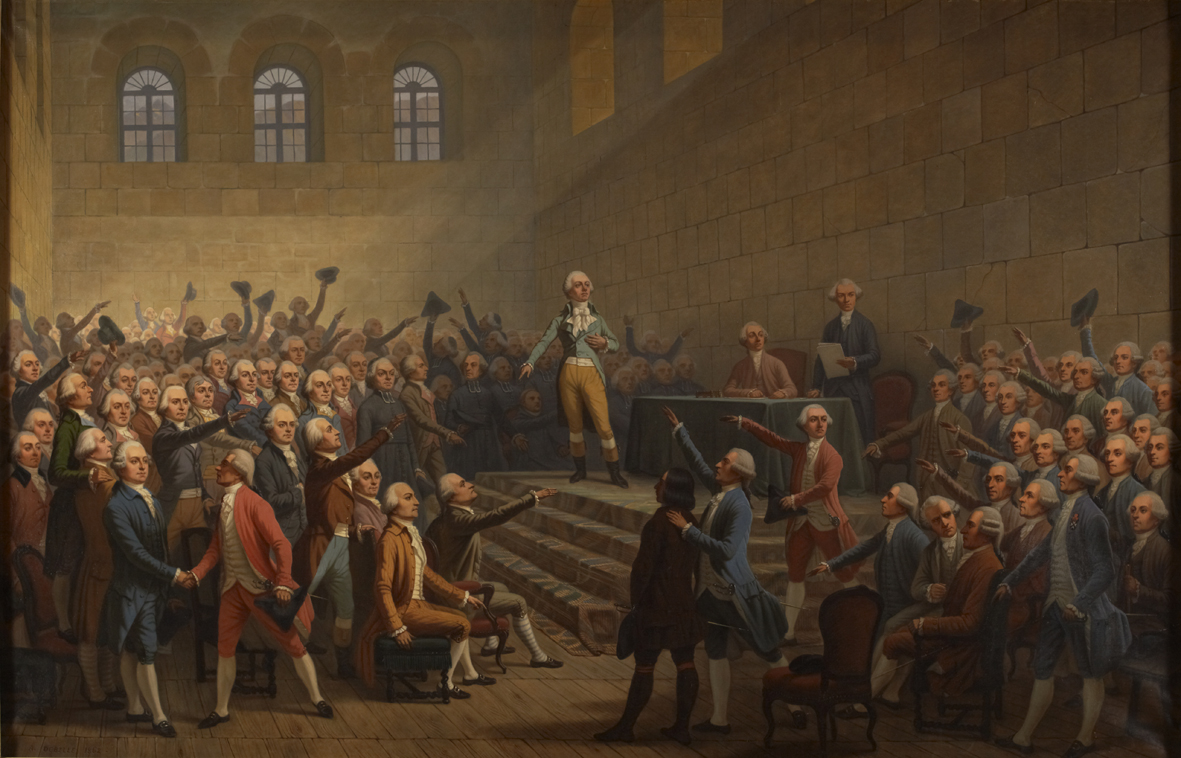
Assemblée de Vizille de 1788 : Claude Perier, à gauche, accueille le comte de Marsanne-Fontjuliane.

### Son influence politique et économique après la Révolution

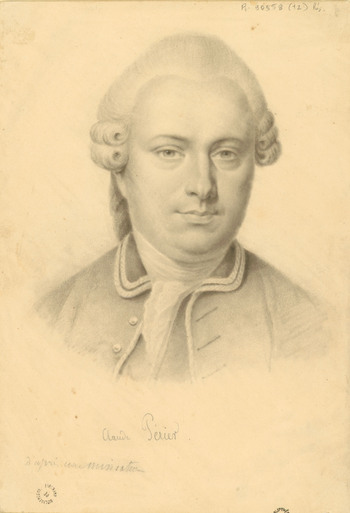
Portrait de Claude Perier, par Alexandre Debelle.

Après la réunion illégale des États généraux du Dauphiné qui fait suite à la « journée des Tuiles » à Grenoble, les  parlementaires dauphinois savent qu'ils disposent dans leur fronde d'un soutien dans le peuple et la bourgeoisie. De plus, Perier jouit de la reconnaissance de ses pairs : il dispose d'une nouvelle charge, celle de directeur de l'hôpital général de Grenoble.
La Révolution prend à Paris un tournant inattendu et les périodes de trouble qu'elle inaugure nuisent aux affaires de Perier. Une fois sa banque liquidée, il ne demeure pourtant pas à l'écart de la vie tant économique que politique de sa région. Il achète des biens nationaux dont les mines d'Anzin et devient officier municipal de Grenoble en octobre 1792.
Cependant, les Montagnards bientôt maîtres de la ville lui reprochent vite son amitié avec les Girondins et l'accusent de fédéralisme. Grâce au soutien de plusieurs notables dont Camille Teisseire, l'agent de la Convention à Grenoble proche de la Montagne, il ne sera pas inquiété.
Les affaires de Perier reprennent et ses qualités de gestionnaire sont reconnues par le Premier Consul Bonaparte, certainement reconnaissant par ailleurs d'avoir reçu son aide financière lors de son accession au pouvoir par le coup d'État du 9 novembre 1799,.
Perier rédige les statuts de la toute nouvelle Banque de France et devient l'un des premiers régents avec d'autres banquiers dont Jean-Frédéric Perrégaux, qui avait également financé le coup d'État. L'institution a été créée le 18 janvier 1800 à la demande de Bonaparte afin d'émettre des billets payables à vue et au porteur. Elle est organisée sous la forme d'une société par actions dont l'Assemblée générale des actionnaires élit 15 régents chargés d'administrer la Banque. De cette charge il ne voit pas le terme, pas plus que de celle de député de l'Isère, élu le 25 décembre 1800 par le Sénat.
Il meurt dans son hôtel particulier à Paris où il était contraint de loger en raison de son contrat avec la Banque de France, rue Saint-Honoré, le 6 février 1801. Plusieurs versions circulent à propos de sa mort. D'après Stendhal, il mourut de froid dans la nuit, ayant refusé de se chauffer car il trouvait le bois trop cher. D'après le duc Gaston d'Audiffret-Pasquier, il mourut après avoir pris froid en triant ses papiers avant un déménagement au cinquième étage de son hôtel parisien.

### Postérité
Plusieurs auteurs dont Stendhal insistent sur les habitudes économes de Perier. Surnommé Milord en référence à sa richesse, il aurait gardé des habitudes de vie simples, revêtant toujours le même habit bleu, et aurait appris à ses enfants à dépenser peu.
Les enfants de Claude II Perier sont :
- Joséphine Perier (1770-1850), épouse du baron Jacques-Fortunat Savoye-Rollin;
- Augustin Perier (1773-1833), pair de France, député de l'Isère, président du Tribunal de Commerce, représentant du Commerce et de l'Industrie à la Chambre des Cent-Jours, conseiller municipal de Grenoble, polytechnicien, officier de la Légion d'honneur;
- Alexandre Perier (1774-1846), maire de Montargis, député et président du Conseil général du Loiret;
- Scipion Perier (1776-1821), directeur de banques et d'industries, membre du Conservatoire des arts et métiers; directeur de la Caisse d'épargne et de prévoyance, administrateur des Mines d'Anzin, régent de la Banque de France au VIIe siège;
- Casimir Perier (1777-1832), banquier, député de la Seine, de l'Aube, président de la Chambre des députés, président du Conseil, ministre de l'Intérieur, juge au Tribunal de Commerce, membre de la Chambre de commerce, régent de la Banque de France au XIe siège, ordre du Lys, officier de la Légion d'honneur;
- Marine Perier (1779-1851), épouse de Camille Teisseire, agent national de la Convention à Grenoble et industriel;
- Camille Joseph Perier (1781-1844), polytechnicien, membre du Bureau des Statistiques, géographe, auditeur au Conseil d'État, préfet de la Corrèze, de la Meuse, député de la Sarthe, de la Corrèze, pair de France, maire de Chatou, chevalier de la Légion d'honneur;
- Alphonse Perier (1782-1866), commandant de la Garde nationale, maire d'Eybens, député de l'Isère, juge au Tribunal de commerce, conseiller général de l'Isère, administrateur de l'hospice civil de Grenoble, membre du Conseil académique, administrateur de la succursale grenobloise de la banque de France, vice-président de la Caisse d'épargne et de prévoyance de Grenoble;
- Amédée Perier (1785-1851), auditeur au Conseil d'État;
- Joseph Perier (1786-1868), auditeur au Conseil d'État, receveur général de la Grande Armée, receveur des finances (Paris IVe), administrateur puis président des mines d'Anzin, député de la Marne, régent de la Banque de France au XIe siège, officier de la Légion d'honneur.

L'unité de sa famille était telle que l'on désignait toujours l'un de ses membres par l'expression « les Perier ». Claude II fut en somme le fondateur d'un modèle de dynastie bourgeoise qui développa son influence dans les milieux de la politique et des affaires au XIXe siècle.
Claude Perier est interprété par Abbès Faraoun dans le documentaire historique d'André Lechevallier De la Journée des Tuiles à Thermidor, la Révolution française vue du Dauphinér.